# Polybetes proximus
Polybetes proximus là một loài nhện trong họ Sparassidae.
Loài này thuộc chi Polybetes. Polybetes proximus được Cândido Firmino de Mello-Leitão miêu tả năm 1943.